# 호법 운동
호법운동(중국어: 護法運動)은 1917년부터 1922년까지 중국 북양정부(北洋政府) 국무원(國務院) 국무총리(國務總理) 단기서(돤치루이)(段祺瑞)가 폐지한 중화민국임시약법(中華民國臨時約法)과 중화민국국회를 회복하기 위하여, 손문(쑨원)(孫文)이 일으킨 일련의 운동이다. 이 운동으로 손문은 광동성(廣東省)에 호법군정부(護法軍政府)를 수립하였다. 중국국민당(中國國民黨) 역사에서 신해혁명(1차혁명)과 토원지역(2차혁명)에 이어 3차혁명이라 부른다. 제1차 호법운동은 1917년부터 1920년까지, 제2차 호법운동은 1921년부터 1922년까지 이어졌지만 모두 실패했다. 1923년 시작된 제3차 운동은 결국 1926년 북벌(北伐)의 시초가 되었다.
일반적으로 광주(廣州) 호법군정부 성립일인 1917년 7월 17일을 호법운동 시점이며, 전쟁은 1917년 10월 호남성(湖南省)에서 전개되었다. 중화혁명당(中華革命黨)은 중화민국(中華民國) 초기부터 원세개가 군대를 감축하면서 2차혁명이 실패한 이후, 모든 군권이 취소되었다. 심지어 당원 역시 반드시 비밀리에 진행하면서, 원세개 사후에 손문이 남하(南下)하여 호법운동을 전개하는 것으로 발전하였다. 비록 호법군정부를 조직하였지만 실제로는 계군(桂軍, 광서 군대)의 견제를 받았다. 제1차 호법운동은 구계계(舊桂系, 광서 군벌 구세력)가 권력을 탈취하였고 군정부를 개조하였고 손문을 허수아비로 내세우려 했으나 실패하였다. 손문은 월군(粤軍, 광동 군대) 세력을 발전시키고자 대대적으로 군량과 군비를 비축하였고 계계를 몰아냈으나, 이후에 제2차 호법운동도 진형명(천즁밍)(陳炯明)의 군사정변 이른바 6.16사변(六一六事變)으로 실패하였다.:33

## 원인

### 부원지쟁

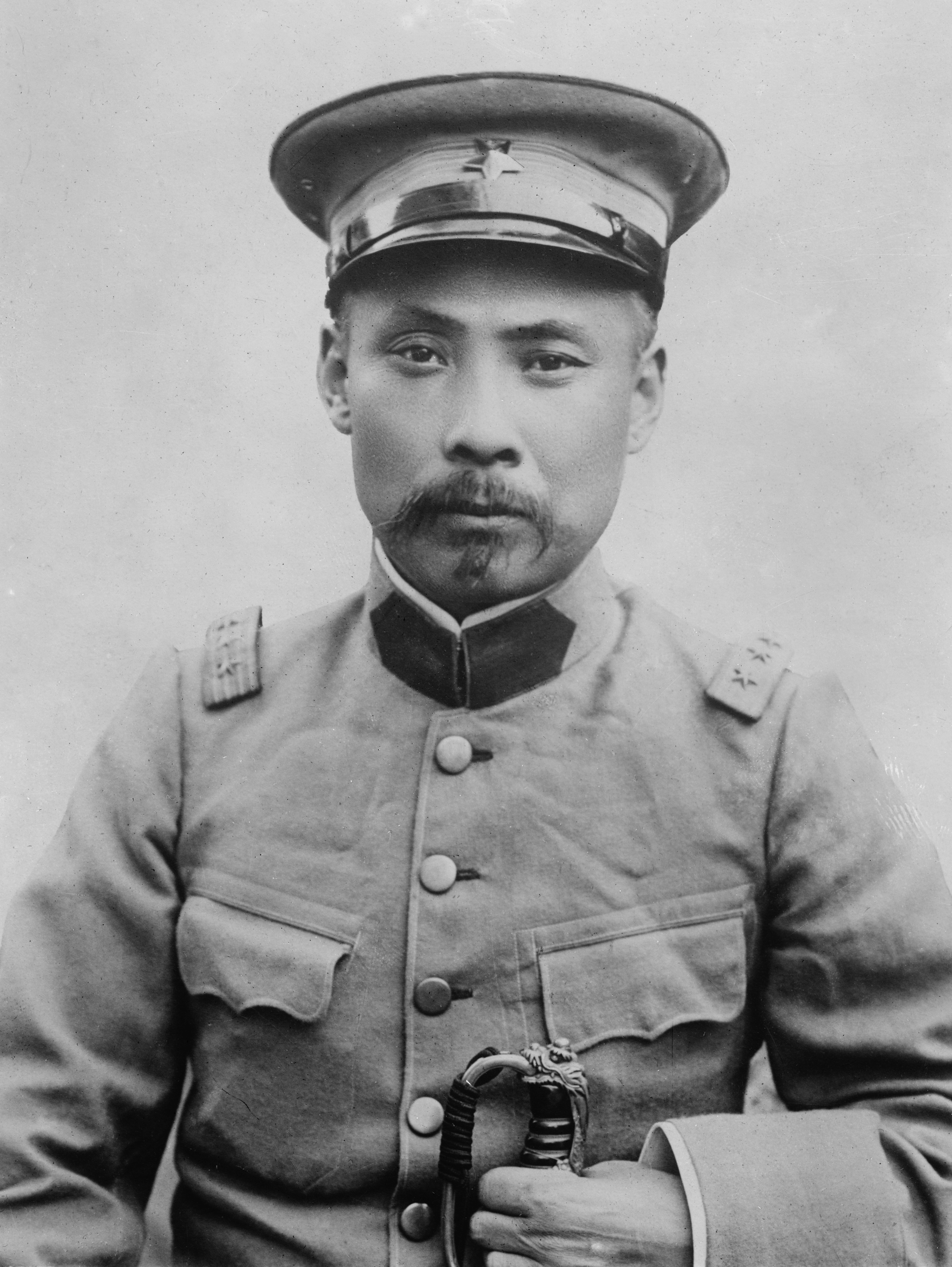
실제 북양정부를 통솔한 군벌 수장 단기서(돤치루이)(段祺瑞)

원세개(袁世凱) 사후 북양정부의 정통파를 자처하면서 일본에 의탁한 환계군벌(皖系軍閥, 안휘 출신 군벌 세력) 수령 단기서(돤치루이)는 국가 재정 경제의 줄기를 장악한 교통계(交通系)와 안복구락부(安福俱樂部)의 추대 하에 중화민국국무원(中華民國國務院) 국무총리에 임명되었으며 구국회(舊國會, 장훈복벽으로 폐지된 국회)도 회복되었다. 그러나 얼마 후 여원홍(리위안훙)(黎元洪)과 단기서가 국무원비서장(國務院秘書長) 인선을 놓고 갈등이 빚어졌고 북양군벌(北洋軍閥) 원로 서세창(쉬스창)(徐世昌)에게 앞에 나서 화해해 줄 것을 요청하였다. 이후 중국이 제1차 세계대전으로 독일에게 선전포고를 할 지 여부를 둘러싸고 부원지쟁(府院之爭)이 발생하였다.
일본은 환계와 교통계의 단기서 지지를 표명하였고, 영국과 미국은 연구계(研究系)와 직계(直系)의 여원홍과 풍국장(펑궈샹)(馮國璋)을 지지하였다. 단기서는 참전을 주장하였지만 여원홍과 국회는 유보적인 태도를 보였다. 단기서는 수하 10여 개 독군(督軍)에게 명령을 내려 독군단(督軍團)을 조직하고 북경(北京)에 가서 압력을 가하면서 여원홍이 대독일 선전포고서에 날인할 것을 강요하였다. 풍파를 잠재우고자 여원홍은 마지못해 날인하였다. 단기서는 그래도 불만이었던지 다시 멋대로 국회를 간섭하였다. 후에 단기서가 멋대로 일본으로부터 차관을 빌려온 사건이 발각되면서, 1917년 5월 23일 여원홍은 단기서의 국무총리 직무를 철회할 것을 지시하였고, 오정방(우팅팡)(伍廷芳)을 국무총리 대리로 임명하였다. 단기서는 분연히 북경을 떠나 천진(天津)으로 갔고 중화민국임시약법에 근거하여 총통(總統)은 국무총리 직위 해제의 권한이 없다고 지적하였고, 이로 인하여 단기서는 면직령을 승인하지 않았다. 북양계 각 성(省) 독군도 저미다 분분히 독립을 선포하였다.
6월 1일, 여원홍은 급히 전보를 쳐서 장훈(장쉰)(張勳)을 불러 북경 진입과 화해를 지시하였고 장훈은 국회 해산을 조건으로 여원홍을 협박하였고 오정방은 국회 해산 명령에 서명하고자 하지 않아 사직하였다. 여원홍은 강조종(장차오종)(江朝宗)에게 총리 대리를 맡겼고 국회 해산에 서명하게 하였다. 14일, 장훈은 군대를 이끌고 북경에 입성하였다. 그러나 7월 1일 폐위된 선통제(宣統帝) 부의(溥儀)를 옹위하여 복벽(復辟)에 성공, 여원홍은 일본대사관으로 도주하였다. 12일, 단기서의 토역군(討逆軍)이 북경을 공격하자, 장훈은 네덜란드대사관으로 도주하였다. 단기서는 7월 2일 국무총리 임명을 선포하였고, 부총통(副總統) 풍국장은 7월 6일 대총통(大總統) 대리에 취임하였다. 여원홍은 14일 사직하였기에 북경정부는 단기서와 풍국장의 수중에 들어갔다. 단기서는 이 사건을 '재조공화(再造共和)'라고 칭했지만 단기서가 무대에 나서자 무너진 약법과 무력통일을 시정의 중점으로 삼고 '약법은 필요없고 국회도 필요없으며 구총통도 필요없다(一不要約法, 二不要國會, 三不要舊總統)'고 공개적으로 선언하였다. 이는 국회가 이전에 그를 반대했기 때문이다. 단기서는 장훈이 폐한 1913년 국회 회복을 거절히였고 진보당(進步黨) 수령과 연구계의 양계초(량치차오)(梁啓超) 등과 임시참의원(臨時參議院)을 조직하였다.

### 남북대립
월(粵, 광동성), 계(桂, 광서성), 전(滇, 운남성), 검(黔, 귀주성), 천(川, 사천성)의 남방오성(南方五省) 군벌은 모두 단기서가 국회를 폐지하는 전횡을 반대하였고, 단기서가 장악한 14개 성(省)에서 국회 선거를 진행하였다. 선거 과정은 단기서의 환계의 안복구락부에 의해 통제되었기에 '안복국회(安福國會)'라고 칭하였다. 원래 있던 법통도 이미 더는 없었다. 일본이 지지한 환계군벌 단기서는 후에 일본 막후가 돕던 봉계(奉系, 봉천 군벌) 장작림(장쭤린)(張作霖), 영국과 미국이 지지한 직계(直系, 직례 군벌) 풍국장과 함께 영미일 열강이 지원하는 북양신정부(北洋新政府)가 성립되었고, 전제정치와 무력통일을 추구하였다.
중국으로 돌아가 은거한 손문(쑨원)은 여원홍과 구국회의 '원파(院派)'와 함께 마찬가지로 중국의 참전을 반대하는 태도를 보였다. 장훈복벽(張勳復辟) 시기 손문은 단기서가 화를 불러왔다고 비판하고 단기서는 '반역자로서 반역자를 토벌하고 도적으로서 도적을 토벌한다(以叛討叛, 以賊討賊)'고 비난하고, 일본이 중국 내정에 너무 간섭하는 것에도 불만을 보였다. 상해에서 지지 성원을 보인 원파는 북양정부의 전정이 국회를 해산한 것을 반대하였다. 독일공사 폴 폰 힌츠(Paul von Hintze, 중문명 辛策)은 3월 25일 귀국 전에 독일주상해총영사(德國駐上海總領事) 후버트 크니핑(Hubert Knipping, 중문명 克里平)에게 특명을 주어, 손문과 연계하고 독일은 중화혁명당(中華革命黨)의 운동과 동맹을 맺어 일본에 대항하는 것을 지지한다고 표명하게 하였다. 이로 인하여 크니핑은 통역사 쉬르머(Schirmer, 西爾穆爾)와 조아백(曹亞伯)을 보내어 서로 비밀리에 손문을 알현하게 하였다.
과거의 맹우 일본의 중국 내 활동이 손문의 우려와 반감을 불러오자, 손문은 독일과 제휴하여 단기서와 북양군 배후의 일본에 대항하는 것에 찬성하였다. 북양군과의 작전에 소모되는 자금을 위하여, 손문은 2백만 은원(銀圓) 차관을 지원할 것을 독일과 협상하였다. 손문이 신임한 장개석(장제스)(蔣介石)는 중계 교섭을 담당하였다. 일설에는 장개석과 장정강(장징장)(張靜江)이 휘하에 개설한 상해증권교역소(上海證券交易所)와 금융계도 대량의 자금을 모집하여 손문의 군비를 뒷받침하였다.
중화민국임시약법을 옹호하는 손문은 남하를 호소하였고, 장태염(장타이옌)(章太炎), 이열균(리례쥔)(李烈鈞), 담인봉(탄런펑)(譚人鳳) 등도 다시 휘하에 모여들어 임시약법을 지키고 국회를 회복하고자 하였으며, 마침내 호법운동을 전개하게 되었다.

## 제1차 호법운동

### 손문의 광주 남하

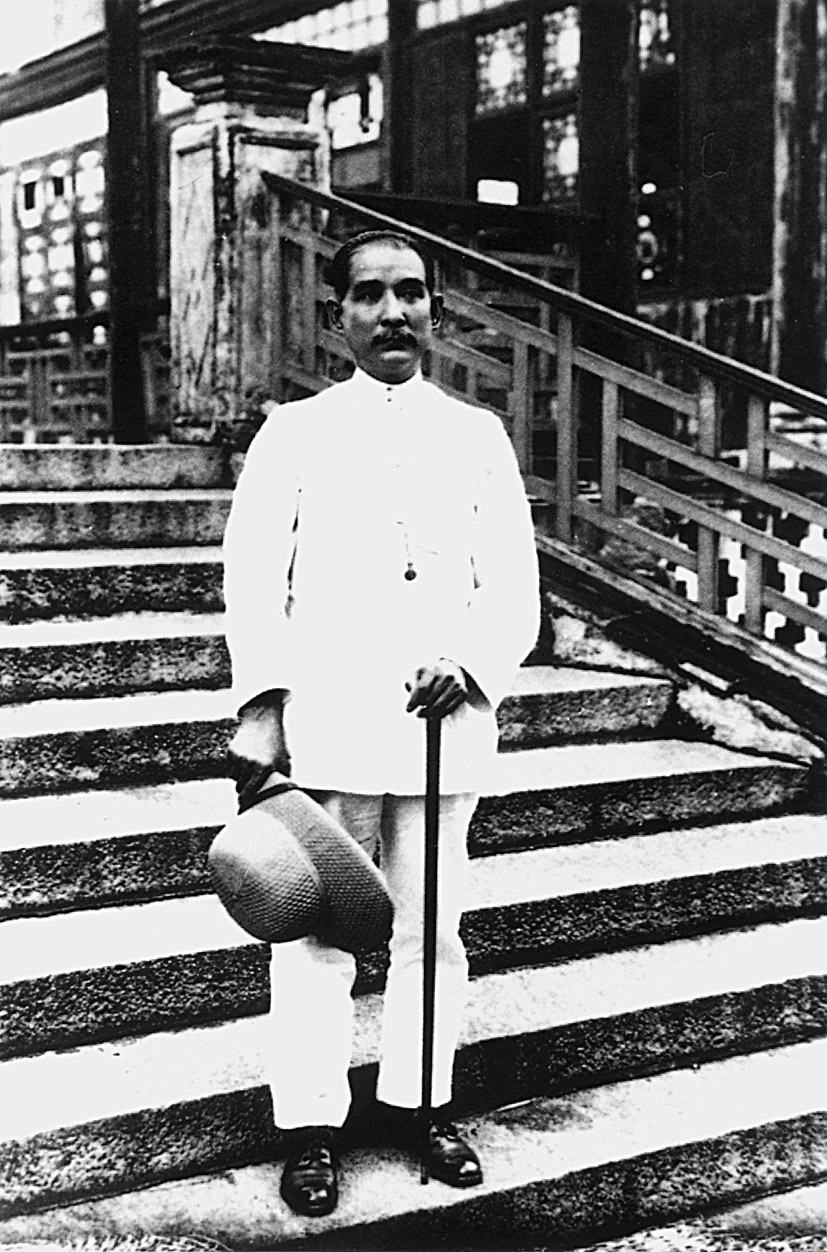
1917년 7월, 손문이 남하(南下)한 후에 광주(廣州)에서 남긴 사진

1917년 7월 상순, 손문과 장태염 등은 군함을 타고 상해(上海)에서 남하하였다. 17일, 이들은 광동 광주에 도착하였고 호법의 기치를 정식으로 올렸다. 7월 12일에 단기서의 토역군이 장훈복벽을 파괴하고 '재조공화'의 기치를 내세웠으나, 단기서는 구국회 회복을 거절하면서 신국회(新國會) 선출을 결정하였다. 손문은 광주 도착 당일, 거짓 공화를 타도하고 새로운 공화를 세우는 것이 호법의 종지이며 각계에서 분기하여 호법을 위해 투쟁할 것을 호소하는 연설을 하였다. 19일, 해산된 국회의원들을 불러 남하하도록 하였고 다시 국회를 열었다. 7월 21일, 해군이 호법의 첫 총성을 울리면서, 전 해군총장(海軍總長) 정벽광(청비광)(程璧光)과 제1함대사령(第一艦隊司令) 임보역(린바오이)(林葆懌)가 임시약법 파괴에 항의하였고, 국회는 유린되었으며 북경정부로부터의 이탈을 선언하였다. 이들은 제1함대 중산함(中山艦) 혹은 영풍함(永豐艦) 등 9척의 전함을 이끌고 상해에서 광주로 갔고, 당소의(탕사오이)(唐紹儀)와 왕정위(왕징웨이)(汪精衛) 2명도 함대를 따라 남하하였다. 서소정(쉬사오전)(徐紹楨)은 손문의 초청에 응하여 상해에서 광주로 가서 함께 호법운동에 참여하였다.
6월 중에 광동과 광서가 '자주(自主)'를 선포하였으나 장훈이 북경에서 선통제 부의를 옹위하여 복벽을 선언하면서, 단기서는 남쪽을 돌아볼 틈이 없었다. 복벽 실패 이후 8월 6일 단기서는 부량좌(푸량쭤)(傅良佐)를 호남독군(湖南督軍)으로 임명하여 담연개(탄옌카이)(譚延闓)를 대신하게 하였고, 다시 오신광(우신광)(吳光新)을 장강상유총사령겸사천사판사(長江上游總司令兼四川查辦使)로 삼고 군대를 이끌고 사천으로 들어가게 하였다. 운남(雲南)은 압박을 받으면서 독군 당계요(탕지야오)(唐繼堯)는 같은달 11일 호법을 명분으로 내세워 북경의 명령을 받지 않고 사천으로 군대를 이끌고 갔다. 대감(다이칸)(戴戡)의 복수를 위해서이기도 했지만 북양군대의 사천 장악을 막기 위해서였다. 이로 인해 남북대치가 다시 발생하였다.
남하한 구국회 의원들은 그렇게 열렬하지 않았다. 신문 통계에 의하면 150여 명이 광주에 도착하였으나 의원 총수(참의원의원 274명, 중의원의원 596명, 총 870명)의 1/5에 불과하였다. 법정인수 부족으로 정식 의회를 소개할 수 없자 손문은 광주에서 광주국회비상회의(廣州國會非常會議)를 열었다. 8월 25일 비상국회가 열렸다. 31일, 제3차회의를 열고 중화민국군정부조직대강(中華民國軍政府組織大綱)을 통과시켜 광주에서 중화민국군정부(中華民國軍政府), 이른바 호법군정부를 조직하고 중화민국군정대원수(中華民國軍政大元帥) 1명과 원수(元帥) 3명을 설치하였으며, 중화민국의 행정권을 행사하였다.
9월 1일, 비상국회에 91명이 투표하였고 법정인수 보족으로 84표로 손문을 중화민국군정대원수로 선출하였으며, 후에 다시 운남독군(雲南督軍) 전계(滇系, 운남 군벌) 당계요와 양광순열사(兩廣巡閱使) 구계계 육영정(루롱팅)(陸榮廷)을 원수로 천거하였다. 육영정은 원수직을 거절했고 당계요는 명확히 입장을 정하지 않았으니 모두 군정부의 통제를 받지 않으려 했다. 손문은 10일에 취임하였고 같은날 비상국회는 6명의 총장을 선출, 오정방을 외교부총장(外交部總長)(병으로 임직하지 못하고 왕정정(왕정팅)(王正廷)이 대행)으로, 당소의를 재정총장(財政總長)(임직하지 않고 요중개(랴오중카이)(廖仲愷)가 대리)으로, 정벽광을 해군총장(海軍總長)으로, 호한민(후한민)(胡漢民)을 교통부총장(交通部總長)으로, 손홍이(쑨훙이)(孫洪伊)를 내정총장(內政總長)(북방 체류로 임직하지 못하고 거정(쥐정)(居正)이 대행)으로, 장개유(장카이루)(張開儒)를 육군총장(陸軍總長)으로 삼았다. 손문은 이열균을 군정부참모총장(軍政府參謀總長)으로, 방성도(팡성타오)(方聲濤)를 군정부위수총사령(軍政府衛戍總司令)으로, 장태염을 대원수부비서장(大元帥府秘書長)으로, 허숭지(쉬충즈)(許崇智)를 대원수부참군장(大元帥府參軍長)으로, 이복림(리푸린)(李福林)을 대원수부친군총사령(大元帥府親軍總司令)으로, 진형명(천즁밍)(陳炯明)을 군정부제1군총사령(軍政府第一軍總司令)으로 삼았다. 해군과 원수부친군(元帥府親軍) 및 20영월군(二十營粵軍) 이외에, 손문은 광주군정부 내에서 실질적인 군사 역량의 지원이 없었고, 심지어 '사민토창(士敏土廠, 즉 대원수부大元帥府, 오늘날 손중산대원수부기념관)을 나갈 수 없게 하는(令不能出士敏土廠)' 지경에까지 이르렀다.
손문과 비상국회의원 모두 유럽의 전쟁에 참여하는 것을 반대하였으나, 미국 영국 일본 등의 열강의 승인을 받기 위하여 9월 26일 대 독일 선전포고를 할 수 밖에 없었다.

### 호법전쟁

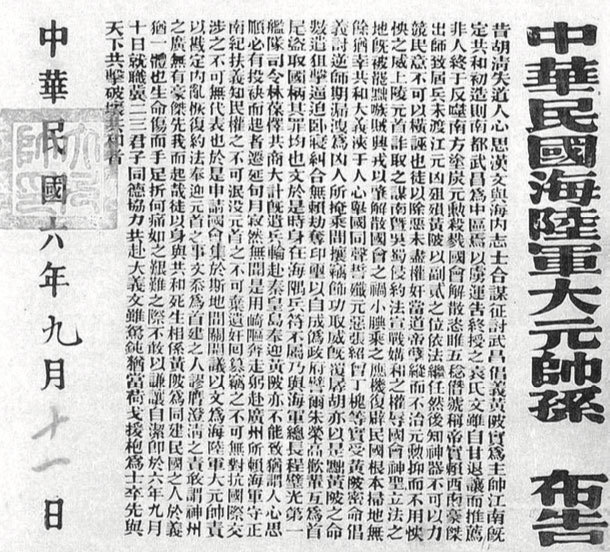
1917년 9월 11일, 손문이 대원수 취임 이후 발포한 공고

1917년 9월, 손문이 대원수에 취임할 당시, 상해에 남아 있던 장개석(장제스)(蔣介石)은 곧바로 손문에게 '대북군작전계획서(對北軍作戰計畵書)'를 제출하였다. 징개석은 '북방정부 관할 군대는 약 30만 이상이지만 실제 동원할 수 있다고 하는 것은 풍옥상과 단기서 두 파 세력 합계로는 그 수도 6만에 불과하다(北方政府所轄之軍隊, 約在三十萬以上, 然實際上可爲其動員者, 卽以馮•段二派勢力合計, 則其數亦不過六萬)'고 주장하였다. '북군은 많지만 단기서를 위해 죽음을 무릅쓰고 남침을 할 자는 매우 적다(北軍雖衆, 而爲段氏冒死南犯者甚尠)'고 하며 군정부가 광동, 광서, 운남, 귀주, 사천, 호남 등 대서남지구(大西南地區)에서 적보다 많은 병력을 동원하여 세 로(路)를 통하여 군대를 이끌고 북진할 것을 계획하였다. 10월 1일, 장개석은 다시 손문에게 '운남•광동 양군의 복건•절강 단독 작전에 대한 계획서(滇粵兩軍對於閩浙單獨作戰之計畵書)'를 제출하여, 호법군은 호남에서 수비 세력을 모으고 주력군은 복건과 절강 연해 일대에 집중시키고 이후에 기회를 틈타 북벌(北伐)할 것을 주장하였다. 11월 1일, 손문은 장개석을 대원수부참군(大元帥府參軍)으로 임명하였다.
단기서는 임시약법을 폐기하고 국회를 세운 후에 무력통일(武力統一) 구호를 제시, 무력통일 실현 계획을 세워 적극적으로 파병하여 남방으로 진공하였다. 호남독군 부량좌는 장사(長沙) 도착 후 북양(北洋) 제8사(第八師)와 제20사(第二十師)를 선발하여 호남성 악양(岳陽)에 진입시켰고, 이로 인해 호남 민중들은 불만을 표하였다. 9월 18일, 영릉진수사(零陵鎭守使) 유건번(리우젠판)(劉建藩)과 형양(衡陽)에 주둔한 상군여장(湘軍旅長) 임수매(린슈메이)(林修梅)는 연서하고 전보를 쳐서 상남(湘南, 호남 남부)의 자주를 선포하였다. 단기서는 소식을 듣고 호남독군 부량좌에게 북양군 제8사와 제20사 및 호남육군(湖南陸軍) 제1사와 제2사를 거느리고 악양에서 형양에 이르는 철로 일대 요지를 장악하게 하였고, 광동과 광서 즉 월계(粤桂) 연합군 북상을 저지하게 하였다. 얼마 후 상남호법군이 북양군과 상담(湘潭)과 서예포(西倪舖)에서 개전하였고, 이로써 남북전쟁(南北戰爭) 이른바 호법전쟁(護法戰爭)의 서막을 열었다. 이들은 계속하여 형산(衡山)과 보경(寶慶)에서 근 한 달 동안 전투를 벌였다. 전황은 매우 격렬하였다.
9월 29일, 단기서정부는 세 가지 명령을 공포하였다.
1. 신국회를 소개할 것(一、召開新國會)
2. 임시참의원을 소집하고 국회조직선거법을 수정할 것(二、召集臨時參議院，修改國會組織選舉法)
3. 손문 등을 체포하고 반역죄로 사법 처리할 것(三、追緝法辦孫文等人叛逆罪行)[25]

10월 3일, 손문은 마침내 대원수 명의로 '단기서 위정부가 나라를 어지럽히고 권력을 약취한 죄의 통령(段祺瑞僞政府亂國盜權罪之通令)'을 발포하고 북정(北征)을 맹세하였다. 상남의 전투가 긴급하게 돌아가면서 10월 8일 군정부는 정참(청치엔)(程潛)을 호법군상남총사령(護法軍湘南總司令)으로 추거하고 공동으로 지휘하게 하였다. 먼저 형산이, 10월 20일에는 보경이 함락되었다. 호법군이 형양으로 후퇴하여 지키면서 양광(兩廣, 광동과 광서) 구원군이 오기를 기다렸다. 광서독군(廣西督軍) 담호명(탄하오밍)(譚浩明)이 양광호국군총사령(兩廣護國軍總司令)에 취임한 후, 10월 24일에 계군(桂軍)을 이끌고 호남을 구원하러 갔다. 그러나 광동조매진수사(廣東潮梅鎭守使) 막경우(모칭위)(莫擎宇)가 전날인 23일에 배반을 하면서 북경에 투항하였다. 단기서정부는 기회라고 생각하고 10월 27일 광동독군(廣東督軍) 진병곤(천빙쿤)(陳炳焜)과 광혜진수사(廣惠鎭守使) 막영신(모롱신)(莫榮新)에 파직되고 광동성장(廣東省長) 이요한(리야오한)(李耀漢)에게 광동독군을 겸직하게 하고, 이복림에게는 광혜진수사를 겸직하게 하였으며, 막경우를 광동군무(廣東軍務)를 담당하게 하였다. 그리고 계계와 월계(粵系, 광동 군벌)를 이간시켰다.(진병곤•막영신은 광서, 이요한•이복림•막경우는 광동 출신) 그러나 이요한과 이복림은 북경의 명령을 받들지 않았고, 막경우도 복건독군(福建督軍) 이후기(리허우지)(李厚基)의 구원을 기다려야 했다.
운남독군 당계요는 8월에 군대를 이끌고 사천으로 들어갔으며 천남(川南, 사천 남부)에서 유존후(리우춘허우)(劉存厚) 부대와 교전을 벌였고 서로 승패를 갈랐으며, 장강상유총사령겸사천사판사(長江上游總司令兼四川査辦使) 오신광(우신광)(吳光新)은 두 혼성려(混成旅)를 이끌고 사천을 구원, 천동(川東)을 방어할 것을 선포하여 정국군(靖國軍)의 북진을 견제하였다. 전투가 잠시 중지된 이후, 10월에 전군(滇軍)이 다시 진공했고 계속해서 천군(川軍)에 격퇴되었다. 10월 31일, 북경은 당계요 부하 고품진(구핀전)(顧品珍), 조우신(자오여우신)(趙又新), 황육성(황위청)(黃毓成)을 혁직하고 체포할 것을 명령하였다.
11월, 단기서정부는 조호리산(調虎離山, 책략을 사용하여 상대가 떠나게 하고 차지하는 것)을 책동하기를 결의하였다. 8일, 육영정을 영위상장군(寧威上將軍)으로 임명하였지만 육영정이 북경에 와서 임직할 것을 요구하였다. 또한 명령을 바꿔 용제광(룽지광)(龍濟光)을 양광순열사(兩廣巡閱使)로 임명하고 기회를 틈타 양광 지역을 진압하게 하였다. 육영정은 북경에서 임직한 적이 없어 오주(梧州)에서 군대를 주둔시키고 사태를 지켜봤다. 용제광도 경거망동하지 않았던 것은 호법군 함선이 해남도(海南島) 인근에서 경계 감시를 하고 있었기 때문이다. 얼마 후 상남 전세가 급변하여 호법군이 보경과 영풍(永豐) 등지를 점령하였다. 14일, 북군총사령 왕여현(왕루셴)(王汝賢)과 부사령 범국장(판궈장)(范國璋) 두 사람이 돌얀 전국에 전보를 보내어 정전을 요구하였다. 부량좌는 소식을 듣고 호남성장(湖南省長) 주조상(저우자오샹)(周肇祥) 등과 장사를 떠났다. 18일, 장사가 점령되자 호법군은 곧바로 악주(岳州)로 진공하였다. 이때 국내 호법 세력도 분분히 호응하였다. 11월 25일, 장준궤(장준구이)(蔣尊簋)와 왕문경(왕원칭)(王文慶) 등은 영파(寧波)에서 자주를 선언하였다. 12월, 여천재(리톈차이)(黎天才)가 양양(襄陽)에서 전보를 통해 자주를 선언하였고 '호북정국군(湖北靖國軍)'을 조직하였다. 곽견(궈젠)(郭堅)은 봉상(鳳翔)에서 독립을 선언하였고, '섬서호법군(陝西護法軍)'을 조직하였다. 1918년 1월, 왕천종(왕톈종)(王天縱)은 하남성(河南省)에서 하남정국군총사령(河南靖國軍總司令)을 자칭하였다. 산동성(山東省) 등에서도 정국군이 잇달아 일어났다.
12월 4일, 운남과 귀주 연합군이 중경(重慶)을 급습하자 오신광과 사천독군(四川督軍) 주도강(저우다오강)(周道剛)은 밤중에 도주하였다. 오신광은 새로 잔여 부대를 이끌고 호북성(湖北省) 의창(宜昌)으로 들어갔다. 이때 호법군 주력군이 상북(湘北)과 월동(粵東, 광동 동부)에 있으나 연해 수비 병력이 적다는 것을 알았던 용제광은 10일 돌연 해남도 경주(瓊州)에서 군대를 파견하여 바다 건너 광동성 고뢰(高雷)와 양강(陽江) 일대에 상륙하였다. 12월 중순, 호법군은 조산지구(潮汕地區, 조주와 산두)에서 막경우와 민군(閩軍, 복건 군대)을 격파한 후 계속하여 복건성으로 진공하였다. 정벽광 등은 50여 영(營)의 병력을 이끌고 복건성으로 진공하였다.
호남 주요 전장에서 호법군은 연전연승을 거뒀고 이로 인해 북양군은 여러 번 지휘관을 바꾸면서 악양을 점령하였다. 사천, 복건, 호북 등 전장에서도 승리를 거뒀다. 복건 구원 연합군이 은평(恩平)과 양강 등에서 용제광을 격파한 후, 승기를 타 염강(廉江)과 수계(遂溪) 등지로 추격하였고 호법군은 계속 승리하였다. 호북, 절강, 산동, 하남 등의 지방 세력이 서로 호응하자 3-4개월만에 호법운동은 10여 개 성으로 확산되었고, 이로 인해 단기서는 사임할 수 밖에 없었다.

#### 제1차 남북화의

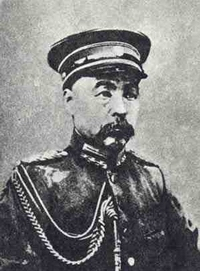
직계군벌(直系軍閥) 수령 풍국장(馮國璋)

북양정부 내부 각 파벌은 모두 자신의 이익에서 출발, 단기서는 무력통일을 주장하며 이를 빌미로 환계군벌 세력을 확충하였다. 직계군벌 풍국장은 실질적으로 권력을 장악한 환셰를 견제하고 자신의 투쟁 실력을 증강시키고자, 서남호법군 문제에서 취한 서로 다른 태도는 화평통일(和平統一)을 외치며 서남 각 성(省) 세력을 유지하고 이를 빌미로 서남군벌의 호감을 사고 직계의 이익을 보호하였다. 11월 14일 북양군 제8사 사장(北洋軍第八師師長) 왕여현, 제20사사장(第二十師師長) 범국장은 전보를 통해 정전과 화의 논의를 요구한 후, 직례독군(直隸督軍) 조곤(차오쿤)(曹錕), 호북독군(湖北督軍) 왕점원(왕잔위안)(王占元), 강서독군(江西督軍) 진광원(천광위안)(陳光遠), 강소독군(江蘇督軍) 이순(리춘)(李純) 4명이 연명하여 18일에 남북 양측에 전보를 쳐 정전을 요구하였다. 남북 양측 대표는 남경(南京)에 모여 이순과 협상하였다. 단기서는 시세가 좋지 못함을 깨닫고 여러 번  국무총리 사임을 청하였고 마침내 11월 22일 풍국장의 비준을 획득했다. 외교총장(外交總長) 왕대섭(왕다셰)(汪大燮)가 임시로 국무를 대리하였고 양계초(량치차오)(梁啓超) 역시 사직했다. 11월 30일, 명령을 다시 내려 왕사진(왕스전)(王士珍)을 서리국무총리(署理國務總理)로 삼았다. 그리고 풍국장과 합작하여 주전파를 달래고 서남 지역에 무력을 포기하고 '화평해결(和平解決)'을 할 것을 설득했다.
월계상호법연군(粤桂湘護法聯軍)은 장사(長沙)를 탈취한 후, 호법군이 악양을 공격하지 않고 북양군은 병력 증강을 하지 않는다는 것을 조건으로 북경과 화의를 맺었다. 12월 25일 풍국장은 정전 포고를 발하였고 남북이 적대 행동을 중지할 것을 지령으로 내렸다.

#### 전쟁 재개
남북 양측 대표가 남경에서 회의할 때, 직례독군 조곤과 산동독군(山東督軍) 장회지(장화이즈)(張懷芝)와 북방7성3구(北方七省三區) 대표와 천진에서 회의를 거행하여 정전을 반대하였다. 12월 6일 연명 형식으로 전보를 쳐서 풍국장에게 서남 토벌을 명령할 것을 청하였고 풍국장은 양보를 표할 수 밖에 없었다. 18일 풍국장은 단기서를 참전독판(參戰督辦)으로 임명하였고, 단지귀(돤즈구이)(段芝貴)를 육군총장(陸軍總長)으로 임명하여 환계의 불만을 잠재웠다. 12월 31일, 북양군벌 16명은 연명으로 전보를 쳐서 구국회 회복을 반대하였고, 임시참의회에서 의결한 국회조직법(國會組織法)으로 신국회 선거를 주장하였다. 참고로 중화민국군정부의 정전 화평의 제일 조건은 해산한 국회의 재개였다. 이 전보는 곧바로 평화회담의 통로를 막아버렸다.
비록 풍국장은 정전을 선언하였지만 호남악주 남북 양군은 다시 이전처럼 일촉즉발 상태에 처하였다. 복건 이후기는 다시 나날이 긴장 상태였으며, 호북 형양(荊襄) 전투는 중지되지 않았다. 풍국장은 주전파의 압박에 몰려, 결국 조곤에게 명을 내려 제1로총사령(第1路總司令)이 되어 북양순제3사와 제7사 및 5개 혼성려(混成旅)를 거느리고 먼저 악남(鄂南, 호북 남부)을 토벌하고 다시 상북(湘北, 호남 북부)을 공격하게 하였다. 제2로총사령(第2路總司令) 장회지는 산동잠편제1사(山東暫編第1師)와 강소제6혼성려(江蘇第6混成旅) 및 안무군(安武軍)을 이끌고 감군(贛軍, 강서 군대)의 연합 하에 강서성(江西省)을 경유하여 상동(湘東, 호남 동부)을 공격하였다. 1918년 1월 24일, 남군(南軍)은 호남 악주를 공격하여 점령하였다. 그러나 다음날인 25일, 북군은 호북 양번(襄樊)을 수복하였다. 1월 26일, 풍국장은 돌연 북경을 떠나 남하하였고 안휘성(安徽省) 방부(蚌埠)에 도착하여 예사충(니스충)(倪嗣沖)과 장회지 등과 함께 회의를 한 후에 북경으로 돌아갔다. 마침내 1월 31일, 명령을 내려 담호명과 정잠 등을 토벌할 것을 지시했지만 군정부, 손문, 육영정, 당계요를 질책하는 말은 없었다. 2월 5일, 풍국장은 전국에 '죄기(罪己, 자신에 대한 질책)'를 선언하였다. 같은날, 풍국장은 또한 부량좌와 주조상을 군사법정에 보내어 재판하였고, 진광원의 군직을 박탈하였으며 강서독군을 유임시켰다. 또한 왕여현, 범국장, 왕금경(왕진징)(王金鏡) 3인을 처벌하되 군에 남겨두었다.
조곤과 장경요(장징야오)(張敬堯)가 북군을 악남(鄂南)에 집결시키고 악주 탈환을 맹세할 때에 북방 정단에도 풍파가 일어났다. 2월 14일, 풍옥상은 호북 무혈(武穴)에서 전보를 쳐서 주화를 주장하였다. 또한 풍옥상 자신은 병사를 일으켜 안휘독군 예사충과 접전할 것을 천명하였다. 왕사진은 화평이 어려울 것을 보고 2월 20일에 병을 이유로 사직하였고 풍국장은 내무총장(內務總長) 전능훈(첸넝쉰)(錢能訓)에게 임시로 국무총리 대리를 겸할 것을 지시할 수 있을 뿐이었다. ２월 하순, 서수쟁(쉬스정)(徐樹錚)은 마침내 장작림으로부터 '군대를 빌리고[借兵]' 입관(入關, 산해관 돌파)하여 직례(直隸) 각지에 주둔하여 북경을 합동 포위하였다. 풍국장은 통제력을 잃자 크게 좌절하고 3월 7일 밤에 각 성(省)에 긴 전보를 쳐서 사직을 암시하였다. 조곤 등은 전보를 쳐서 만류하였다. 3월 18일, 북군이 악주를 공격하여 함락시켰다. 주전파의 위세가 크게 떨치자 다음날인 19일 조곤과 장작림(장쭤린)(張作霖) 등 20여 명은 전보를 통해 단기서에게 총리 출마를 요청하였다. 서수쟁(쉬스정)(徐樹錚)은 봉군(奉軍)으로 북경정부를 압박하였고 3월 23일, 단기서는 다시 총리에 올랐다.

### 서남변국
광주군정부는 유명뮤실한 조직이었고 재정은 해외 화인(華人)의 기부금과 광동성의회(廣東省議會)가 발하는 차관으로 유지하였다. 손문은 아무런 방법이 없었고 막영신도 광동 각지 혁명당파 조직의 무력을 토비(土匪)로 취급하여 진압하여, 손문의 분노를 샀다. 1918년 1월 3일 밤, 손문은 해군 함선 두 대로 광주독군부(廣州督軍府)를 포격하도록 사주하였고 혁명당과 서남군벌의 틈은 더욱 벌어졌다. 이때 서남주력군은 호남, 방성도 부대는 민남(閩南, 복건 남부), 심홍영(선홍잉)(沈鴻英), 임호(린후)(林虎), 유지륙(리우즈루)(劉志陸), 위방평(웨이방핑)(魏邦平) 등 부대는 여러 길로 나눠 용제광에게 반격을 가하였다. 광주는 그 속이 비어있었지만 군정부는 진형명이 지휘하는 월군(粵軍) 부대가 있었다. 그러나 이들은 군정부의 큰 걱정거리가 되었다. 이열균 등은 논의 끝에 월군을 조산(潮汕) 지역에 보내어 정비하게 하고 복건으로 공격해 들어가 방성도를 지원하도록 결정하였다. 이로 인해 1월 14일 진형명은 광주 동교장(東校場)에서 출정하였다.
1917년 12월, 이열균은 서남연합회의(西南聯合會議)를 열었다. 마침내 1918년 1월 15일, 중화민국호법각성연합회(中華民國護法各省聯合會)를 조직하였고, 잠춘훤(천춘쉬안)(岑春煊)을 의화총대표(議和總代表)로 천거하고 북양정부와의 강화회담을 모의하였다. 당소의, 오정방, 정벽광도 대표로 추천되었으나 손문은 오히려 배제되었다. 당소의와 오정방 등은 연합회가 군정부와 합병해야 한다고 주장하였고, 그제서야 서로 대립 상태를 풀었다(2월 25일 당계요는 전보로 웅극무를 사천독군(四川督軍)으로 임명하였으나 손문은 오히려 27일 여초(뤼차오)(呂超)를 성도위수총사령걈잠행대리사천독군(成都衛戍總司令兼暫行代理四川督軍)으로 임명하였다. 3월 8일, 군정부는 명령을 개정하였음). 2월 26일 해군총장 정벽광이 암살되면서 소문이 무성하게 일어났고 양측의 대립골은 더욱 깊어 갔다.
당계요는 전군(滇軍)을 정국군(靖國軍)으로 개조하고 이를 빌미로 영국의 배후 지원 하여 세력을 확장하면서 스스로 총사령이 되었다. 12월, 검군(黔軍)과 천군(川軍)과 연합한 당계요는 스스로 천전검전국군연군총사령(川滇黔靖國聯軍總司令)이 되었다. 계계 역시 영국의 지원을 받았다.
종전 이후 육영정과 당계요는 광주로 '돌아와' 손문을 '호위'하였거 북양군벌과 타협하려 하는 것을 극력 반대하는 손문을 호법운동에서 내보내기 위하여 서남군벌은 다시 비상국회를 매수하였다. 광주 호법운동은 구계계와 전계군벌에게 조금씩 장악되어 갔다.
환계 단기서는 장기간 직계 풍국장과 경쟁하면서, 밀사를 보내어 계계 매수와 이익 교환을 통해 육영정의 안복국회(安福國會) 승인과 환계 서세창 북양정부의 '법통(法統)'을 승인하는 것을 바꿔 취하였다. 이로써 환계동맹(皖桂同盟)이 성립되었다. 손문은 직접 해군에 명령하여 군사정변을 일으켜 계계 통치를 전복하고자 하였다.
1918년 2월, 정국군이 사천, 섬서, 호남, 복건 군사 지휘관 일부를 장악하면서 다시 '정국'이라는 이름으로 호소하였고, 당계요도 천전검악예섬상민팔성연군총사령(川滇黔鄂豫陝湘閩八省聯軍總司令)을 자칭하였다. 전계군벌의 위세는 전대미문의 정점으로 치달았다.
1918년 3월, 서소정은 손문의 명령에 따라 대군정부위수총사령•광주위수총사령겸육군부연병처독판(代軍政府衛戍總司令·廣州衛戍總司令兼陸軍部練兵處督辦)에 임명되었다. 전계와 계계는 직계와 결탁하고 호법군의 북벌 계획을 파괴하였고, 4월 10일 비상국회는 서암군벌의 뜻을 이어받아 중화민국군정부조직대강수정안(中華民國軍政府組織大綱修正案)을 통과시켰으며 군정부 개조를 결정하고, 대원수제(大元帥制)를 총재합의제(總裁合議制)로 바꿨다. 손문은 이를 극구 반대하였다.
다음날 손문은 곧 국회에 군정부 개조는 불법이며 '개조 후에 총재로 삼고자 하는 자가 있어도 결코 취임시키지 않겠다(卽於改組後有欲以爲總裁者, 亦決不就之)'는 뜻을 보였다. 1918년 5월 4일, 손문은 분개하여 비상국회에 사직을 표하고 전보를 쳐서 서남군벌의 호법 파괴 진상을 만천하에 폭로하고 국민에게 '우리나라의 큰 우환은 무인의 패권다툼보다 큰 것이 없으며 남과 북은 서로 별다를 것이 없다(吾國之大患, 莫大於武人之爭雄, 南與北如一丘之貉)'고 침통하게 고하였다.

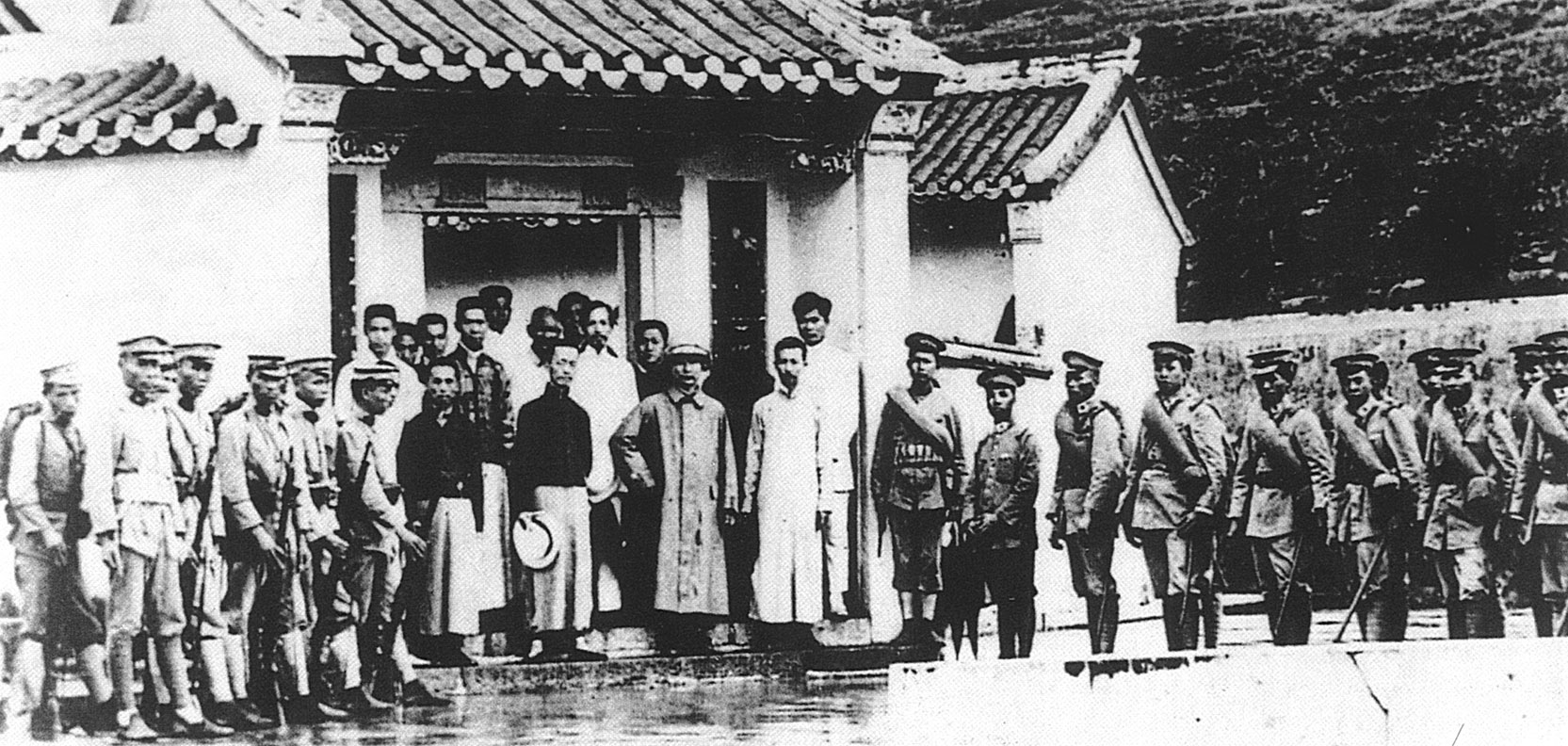
1918년 5월 28일, 손문이 광주를 떠나 매현(梅縣)에 도착하였을 당시의 사진

광주에 계계를 제어할 군사 실력이 없던 손문은 수하 광동성장(廣東省長) 주경란(주칭란)(朱慶瀾)의 월군 경위군(警衛軍) 20영(營)을 뽑아 군정부직할호법군(軍政府直轄護法軍)으로 개편하고, 진형명이 이들을 통솔하였으며, 상해에서 장개석을 광주로 불러와 월군총사령부작전과주임(粵軍總司令部作戰科主任)으로 임명, 아울러 민남전역(閩南戰役) 계획을 맡겼다. 그리고 다시 호(滬, 상해), 월(粵), 민(閩), 절(浙), 감(贛, 강서) 각 성 세력에 의진하여 북벌 작전을 다시 전개하였다.
1918년 5월 20일, 개조를 통하여 비상국회는 손문의 경고를 무시하고 군정부를 개조하였고, 당소의, 당계요, 손문, 오정방, 임보역, 육영정, 잠춘훤 7명을 총재(總裁)로 삼고 대원수를 7총재로 바꿨다. 손문은 광주에서 강제로 대원수 권한이 박탈되었고 계계와 전계는 각각 국회를 장악하고 호법정부를 개조하였다.
5월 21일, 손문은 실망한 채로 광주를 떠났고 장개속이 장악한 상해로 갔으며 이후 광주군정부는 잠춘훤을 주석총재(主席總裁)로 삼았지만 호법운동은 실패하였다. 제1차 호법운동은 이로써 일단락된다.

#### 제2차 남북의화
1918년 3월 23일, 단기서는 다시 국무총리에 임명되었고, 26일 호남 장사는 북군의 공격을 받아 함락되었다. 4월, 호법군은 호남에서 대패하였고 북양군은 악양, 형양, 예릉(醴陵) 등을 점령하였다. 호법연군은 호남, 광동, 광서로 후퇴하였다. 그러나 계계와 전계와 밀약한 북양군 전 지휘관 직계 오패부(우페이푸)(吳佩孚)는 호남에 들어간 후 단기서의 진공 중지를 무시하고 7월 남방의화(南方議和)를 통하여 종전 후 북쪽으로 귀환하였다. 호남 전장에서 직계 오패부는 계계 및 전계와 화담한 이후 철군하였다. 원인 중 하나는 오패부가 접수한 호남 영역이 환계군벌 장경요가 점거하자 오패부가 환계가 호남까지 세력확장을 하는 것을 원하지 않았기 때문이었다. 1918년 8월, 북경 안복국회가 개막였다. 이때 풍국장과 단기서는 서로 대립하였고, 이후 두 사람은 1918년 9월 4일에 공동 하야하기로 약속하였다.
1917년 8월 14일, 북양정부는 독일에게 선전포고를 하였고 이로써 1차대전의 승전국이 되었다. 9월, 단기서와 일본은 산동(山東) 문제와 일본 차관 제공에 관한 공문을 교환하였고, 주일공사(駐日公使) 장종상(장종샹)(章宗祥)은 일본정부에 직접 글을 왕래하며 합의에 이르렀다. 차관이 되는 조건의 하나로 주요 내용으로는 1. 교제철로(膠濟鐵路) 연선 일본군대는 제남 이외에 전부 청도로 집결(膠濟鐵路沿線日本軍隊, 除濟南外, 全部調集靑島) 2. 교제철로는 일본 지휘하는 순경대가 경비(膠濟鐵路由日本指揮的巡警隊警備) 3. 교제철로는 중일 양국이 공동 경영(膠濟鐵路由中日兩國合辦經營)하는 것이었다. 단기서는 일본의 제의에 '흔쾌히 동의(欣然同意)'했다고 전한다. 그러나 일본의 산동에서의 권익은 중국에 회수하지 않았고, 일본에 의해 확대되면서 파리강화회담에서 일본이 산동을 강점하는 구실이 되었다. 1918년, 일본은 단기서에게 대량의 차관을 빌려주고 군대 조직과 무장에 협조하였으며, 차관은 안복국회에 뇌물로 뿌려졌다. 10월, 단기서는 환계를 조종하여 안복국회에서 서세창을 총통으로 선출하였으며, 막후에서 정부를 장악하여 장기간 화평을 주장하였고, '언무수문(偃武修文, 무를 숨기고 문을 닦다)'을 표방하여 원로 서세창을 총통에 취임시키고 정전 명령을 내리게 하였다. 이로 인해 전쟁이 종결되었다. 이후 단기서는 서세창을 협박하여 오패부의 직무를 철회하였다. 이 전투에서 호법군은 북양군벌에 대승을 거뒀지만 자신만의 무장 역량이 없었기에 결국 남북군벌은 타협한 후에 실패로 끝을 맺었다.

## 제2차 호법운동

### 복건 구원 재정비
1918년 6월, 손문은 장개석과 진형명에게 원민월군(援閩粵軍, 복건 구원 광동군)의 명의로 복건성
으로 진군하여 해군 부분 일부와 연합하여 조주(潮州)와 매현(梅縣) 일대로 가도록 명령하였다. 월군 진형명 제1군과 장개석 제2군 1로(路)는 숭구(嵩口), 구빈(丘濱), 영태(永泰)를 공격하였고, 복주(福州)로 진군하여 단기서의 민절원월군(閩浙援粤軍)을 격파하였다. 단기서는 총사령 이후기와 손문에게 명령하여 경계를 구획하고 전쟁을 중지하도록 지시하였다. 진형명은 '월군이 백번 패하여도 형(장개석) 1명은 없어서는 안 된다(粵軍可百敗而不可無兄一人)'고 말하며, 장개석을 만류하며 월군에 남을 것을 요청하였으나, 장개석은 완곡히 거절하며 제2군장을 사임하고 월군을 허숭지와 진형명에게 넘겨준 후에 상해로 돌아왔다.
원민월군은 복건으로 진군하여 무사히 진을 친 이후에 복건에 2년 주둔하였고, 원래 인수가 5천명이 안 되었던 부대가 2만여 명 6개 여(旅)의 강력한 부대로 거듭났다. 진형명과 허숭지는 지휘를 담당하였고 허숭지는 군대를 이끌고 복건 절강에서 북양군을 소탕한 민절원월군 잔여 부대를 이끌고 월군의 걱정거리를 없앴다.
1919년, 월군은 진형명을 월군총사령겸제1군군장으로 삼고 친(親) 손문 세력 허숭지를 제2군군장으로 삼았다. 1919년 10월 10일, 손문은 중화혁명당을 중국국민당으로 개조하였고, 1920년 3월 손문은 '지방자치개시실행법(地方自治開始實行法)'을 실행하였다. 1920년, 광주에 주둔한 군정부에 내란이 발생하여 영국이 지지한 계계와 전계가 권력을 놓고 투쟁을 벌였다.
1920년 4월, 직계와 봉계가 반 단기서 연맹을 결성하였다. 조곤, 오패부, 장작림은 1920년 7월 14일에 직환전쟁(直皖戰爭)을 일으켰고, 환군(皖軍)이 대패하였다. 조곤, 오패부는 환계를 격파하였고 단기서를 물리쳤으며, 안복국회를 해산하고 북경정부를 장악하였다. 장작림 지지 하에 원래 조금도 실권이 없었으며 각 계파 군벌 사이에서 조정을 하던 서세창은 괴뢰총통직을 이어받았다.

### 광주 귀환

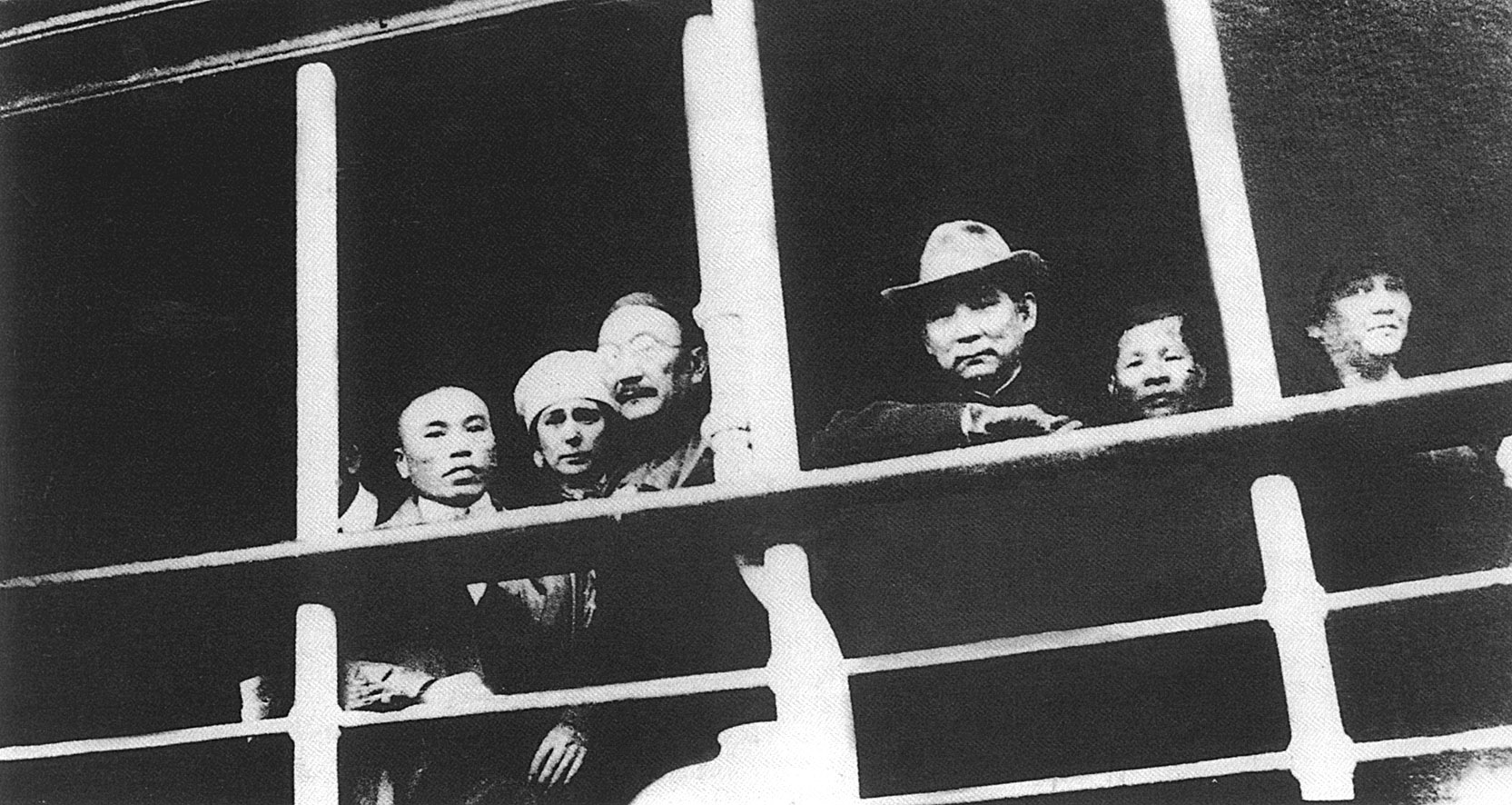
1920년 11월 28일, 손문과 당소의가 상해에서 광동으로 귀환하는 배 위에서 찍은 사진

1920년 6월, 서소정(徐紹楨)은 손문으로부터 양광각로초토군총사령(兩廣各路招討軍總司令)으로 임명되었다. 7월, 손문은 서소정에게 구국군(救國軍) 수천 명을 지휘히여 광동 강문(江門)에서 기병하여 다섯 개 로를 나눠 계계 근거지 광주를 공격하게 함으로써 계계 토벌의 서막을 열었다. 1920년 8월, 월군의 정변 지지 하에 손문은 월군이 복건에서 광동으로 귀환하게 하고, 진형명과 허숭지가 월군을 지휘히여 광주로 진공하여 전계와 계계 등의 '객군(客軍)'을 몰아내고 세 로로 나눠 굉동 변경으로 진공하도록 하였다. 허숭지는 전선 총지휘를 맡았고 대포(大埔)와 매현을 돌파하여 몇 달 간 고잔 끝에 하원(河源)을 공격하여 점령하였다. 10월 20일, 부상당한 허숭지는 군을 떠났다. 손문은 다시 광주로 가는 장개석에게 허숭지를 대신하여 전선 총지휘를 맡도록 지시하였고, 22일 혜주(惠州)를 점령하였다. 같은날 월군은 세 로로 광주로 진군하여 총공을 펼쳤고 28일 광주를 수복하였다. 11월 2일, 장개석은 지휘권을 허숭지와 진형명에게 돌려준 후에 진형명의 만류 부탁을 다시 거절하고 상해로 돌아갔다.
1920년 11월 28일 손문은 다시 광주로 귀환히여 군정부를 재건하였고, 광주 귀환 후에 손문은 호법군정부를 재조직하여 호법운동을 계속하였다. '제2차호법운동'이 시작된 것이다.
1921년 1월 12일, 비상국회가 광주에서 다시 열렸다. 4월 2일, 비상국회 개회로 군정부를 취소하고 정식 중화민국정부 조직을 천명하면서 광주중화민국정부(廣州中華民國政府)가 들어섰다. 4월 7일 손문을 대총통으로 선출하는 것늘 통과시키고 5월 5일 손문은 광주에서 취임하였다.
손문은 당선 후에 중국 내외에 성명을 발표하고 북양정부 서세창에게 공개 서신을 보내어 스스로 하야하도록 권하였다. 동시에 신정부 인사를 발표하였다.
- 외교부장 오정방
  - 외교차장 오조추(伍朝樞)
- 재정부장 당소의
  - 재정차장 요중개
- 육군부장 진형명
- 내정부장 진형명 겸직
- 해군부장 탕정광(湯廷光)
- 참모부장 이열균
  - 비서장 마군무(馬君武)
- 총참릐겸문관장(總參議兼文官長) 호한민
- 총통부참군장(總統府參軍長) 서소정
- 정치부장 호한민 겸직
- 광동성장(廣東省長) 진형명 겸직

손문은 대총통 취임 후에 중국의 무력통일을 주장하였다. 그러나 손문의 북벌 주장은 월군의 발전으로 광동에서 세력이 성장하던 진형명의 반대를 맞았다. 진형명은 연성자치(聯省自治)를 주장하였다. 연성자치는 호남독군 담연개(譚延闓)가 제기하고 절강 노영상(盧永祥), 전계 당계요, 계계 육영정, 봉계 장작림, 사천 유계(劉系)의 군인, 호적(胡適), 양계초(梁啓超), 채원배(蔡元培), 장병린, 장동손(張東蓀), 정세택(丁世嶧), 반력산(潘力山)의 호응을 얻은 연방제이다.

## 같이 보기
- 군벌 시대
- 중화민국의 역사
- 신해혁명(1차혁명)(1911)
- 토원지역(2차혁명)(1913)
- 호국전쟁(1915-1916)
- 부원지쟁(1916)
- 독군단(1916-1918)
- 장훈복벽(1917)
- 호법운동(3차혁명)(1917-1922)
- 직환전쟁(1920)
- 직봉전쟁(1922-1924)
- 신문화운동
- 손문(쑨원)
- 원세개(위안스카이)
- 중화민국임시약법